# تنها (فیلم هندی ۲۰۱۵)
تنها (انگلیسی: Alone)، فیلم دلهره‌آور هندی تولید سال ۲۰۱۵ است که توسط جی‌کی‌اس کارگردانی شده‌است. بازیگران اصلی فیلم سیمران، نیکشا پاتل، واسیشتا ان. سیمها، گانش، انایا و رادا راوی هستند. نسخه کنادایی فیلم در ماه نوامبر اکران شد در حالیکه نسخه تامیل فیلم در ماه ژانویه ۲۰۱۶ به نمایش درآمد.